# کنستانتین ۳۳۴۷
سیارک ۳۳۴۷ (به انگلیسی: 3347 Konstantin، نامگذاری:1975VN1) سه هزار و سیصد و چهل و هفتمین سیارک کشف شده‌است که در ۲ نوامبر ۱۹۷۵ کشف شد.
قدر مطلق سیارک برابر ۱۱٫۶۰ است.